# Mariahilf
Mariahilf () è il sesto distretto di Vienna, in Austria.

## Politica

### Presidenti del distretto
| Presidenti dal 1945       | Presidenti dal 1945 |
| ------------------------- | ------------------- |
| Dr. Leder                 | 4/1945              |
| Franz Löwner (SPÖ)        | 4/1945-1946         |
| Karl Bittner (ÖVP)        | 1946-1954           |
| Rudolf Krammer (ÖVP)      | 1954-1969           |
| Hubert Feilnreiter (SPÖ)  | 1969-1977           |
| Werner Jank (SPÖ)         | 1977-1978           |
| Franz Blauensteiner (ÖVP) | 1978-1984           |
| Kurt Pint (ÖVP)           | 1984-1997           |
| Erich Achleitner (ÖVP)    | 1997-2001           |
| Renate Kaufmann (SPÖ)     | 2001-               |